# Berkes Imre
Berkes Imre, született Bergl Izidor (Szigetvár, 1878. december 4. – Budapest, 1949. március 17.) magyar író, újságíró. 

## Élete
Bergl Móric és Bäder Rozália fia. A Budapesti Tudományegyetem Bölcsészettudományi Karára iratkozott be, de tanulmányait abbahagyta és újságírói pályára lépett. A Tanácsköztársaság idején az írói választmány tagja volt. 1913-ban Bábel című társadalmi regényével díjat nyert. 1919–20-ban a jobboldali Szózat, 1920–1929 között a Magyarság, 1929–30-ban a Reggeli Újság, 1930–33-ban a Budapesti Hírlap, 1933–34-ben a kormánypárti Függetlenség belső munkatársa, 1935–38-ban a Magyarság szerkesztője volt. Több regénye és elbeszéléskötete jelent meg.
Házastársa Borovitz Margit volt, Borovitz Manó és Rechtnitz Júlia lánya, akivel 1910. december 15-én Budapesten, a Terézvárosban kötött házasságot. 1921-ben elváltak.

## Főbb művei
- Bábel (regény, Budapest, 1910)
- Csillagok, ha kialszanak (1913)
- Vérző falvakon át (Egy népfölkelő tiszt harctéri emlékeiből, Budapest, 1915)
- Ezer leányfej (1916)
- Bülbül hadnagy (1917)
- Odakünn süt a nap (1920)
- Csonka levelek (novellák, Budapest, 1930)